# Finsterhennen
Finsterhennen (Frans (verouderd): Grasse Poule) is een gemeente en plaats in het Zwitserse kanton Bern, en maakt deel uit van het district Seeland.
Finsterhennen telt 516 inwoners.